# Ewa Białołęcka
Ewa Białołęcka (sinh ngày 14 tháng 12 năm 1967 tại Elbląg) là một nhà văn truyện giả tưởng người Ba Lan. Bà hiện sống ở Gdańsk. Tác phẩm văn học đầu tay của Białołęcka là truyện ngắn Wariatka, được xuất bản năm 1993. Kể từ đó, bà đã viết hơn một chục truyện ngắn. Hai trong số này là Tkacz Iluzji (1994) và Błękit Maga (1997) đã được trao Giải thưởng Janusz A. Zajdel. Một truyện khác của bà có tên Nocny śpiewak cũng được đề cử cho giải thưởng này. Ngoài ra, Białołęcka còn cho xuất bản một tuyển tập truyện ngắn tên là Tkacz Iluzji (1997) và hai tiểu thuyết là Kamień na szczycie và Piołun i miód. Các tác phẩm này đều là một phần của sê-ri truyện Kroniki Drugiego Kręgu. Năm 2005, Białołęcka đã xuất bản Naznaczeni błękitem, một phiên bản mới của tuyển tập truyện ngắn Tkacz Iluzji. Tác phẩm này được viết nhất quán hơn hai tuyển tập còn lại. Białołęcka cũng là tác giả của nhiều tác phẩm kính màu ghép.

## Tác phẩm

### Sê-ri Kroniki Drugiego Kręgu
- Kamień na szczycie, 2002
- Piołun i miód, 2003

### Tiểu thuyết khác
- Wiedźma.com.pl, 2008

### Tuyển tập
- Naznaczeni błękitem, 2005-2011
- Tkacz Iluzji, 1997
- Róża Selerbergu, 2006